# Stanbridge East
Stanbridge East è un comune del Canada, situato nella provincia del Québec, nella regione di Montérégie.